# Villa Foscari
La Villa Foscari, llamada «La Malcontenta», es una villa del siglo XVI relacionada con el arquitecto Andrea Palladio. Se encuentra en el municipio italiano de Mira, cerca de Venecia. Según la leyenda, la villa debe el nombre de La Malcontenta a la noble dama Isabel Delfín, esposa de Nicolás Foscari, quien fue confinada a la villa porque, según se alegaba, no cumplía su deber conyugal, y en los salones del patriciado culpaban del hecho a un presunto amorío de la aristócrata con el Dogo de Venecia. En realidad, el lugar ya se llamaba así en 1431, para recordar el descontento mostrado por los habitantes de Padua y Piove di Sacco por la construcción del Naviglio del Brenta.

## Historia
La villa fue encargada por Nicoló Foscari, miembro de una familia Patricia veneciana que produjo a Francesco Foscari, uno de los más destacados dogos de Venecia. Fue construida entre 1550 y 1560. 
La villa carece de los edificios agrícolas que eran parte integral de algunas otras villas palladianas. Se usó para recepciones oficiales, como la que se dio a Enrique III de Francia en 1574. Estudios recientes han documentado una intervención de los hermanos Foscari a favor de Palladio para el proyecto de un altar para la iglesia de San Pantaleón en 1555, que testimonia una relación precedente al diseño de la villa.
Desde 1996 el edificio ha sido conservado como parte del conjunto Patrimonio de la Humanidad «La ciudad de Vicenza y las villas palladianas del Véneto».
Hoy, la villa está abierta al público. La propiedad ha vuelto a la familia Foscari, perteneciendo actualmente al conde Antonio Foscari Widmann Rezzonico. El conde Foscari es arquitecto. Además de ser el responsable de la reciente restauración de la villa, es uno de los arquitectos responsables de la restauración del Palacio Grassi en Venecia.

## Arquitectura
Se ubica a orillas del Canal Brenta y está alzada sobre un basamento, lo que es característico de las villas de Palladio, pero este pedestal es más voluminoso de lo habitual debido a que no era posible construir un sótano subterráneo en el lugar. Este basamento separa el piano nobile del suelo húmedo y confiere magnificencia al edificio, sobreelevado como un templo antiguo. En la villa conviven motivos derivados de la tradición constructiva lagunar junto con los de la arquitectura antigua: como en Venecia la fachada principal está vuelta hacia el agua, pero el pronaos jónico y las grandes escalinatas tienen como modelo el templete en la desembocadura del río Clitumno, bien conocido por Palladio. 

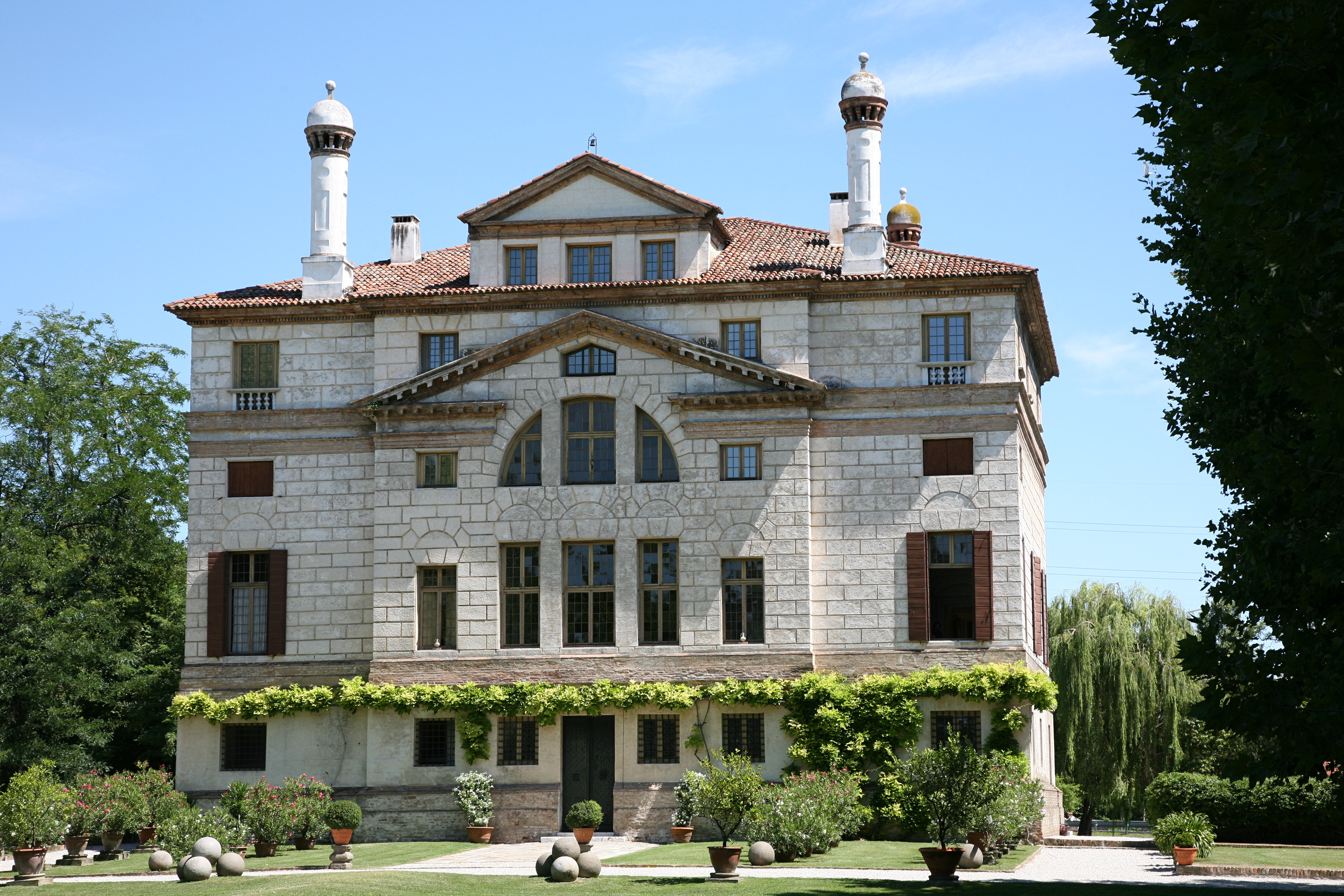
Villa Foscari: fachada posterior.

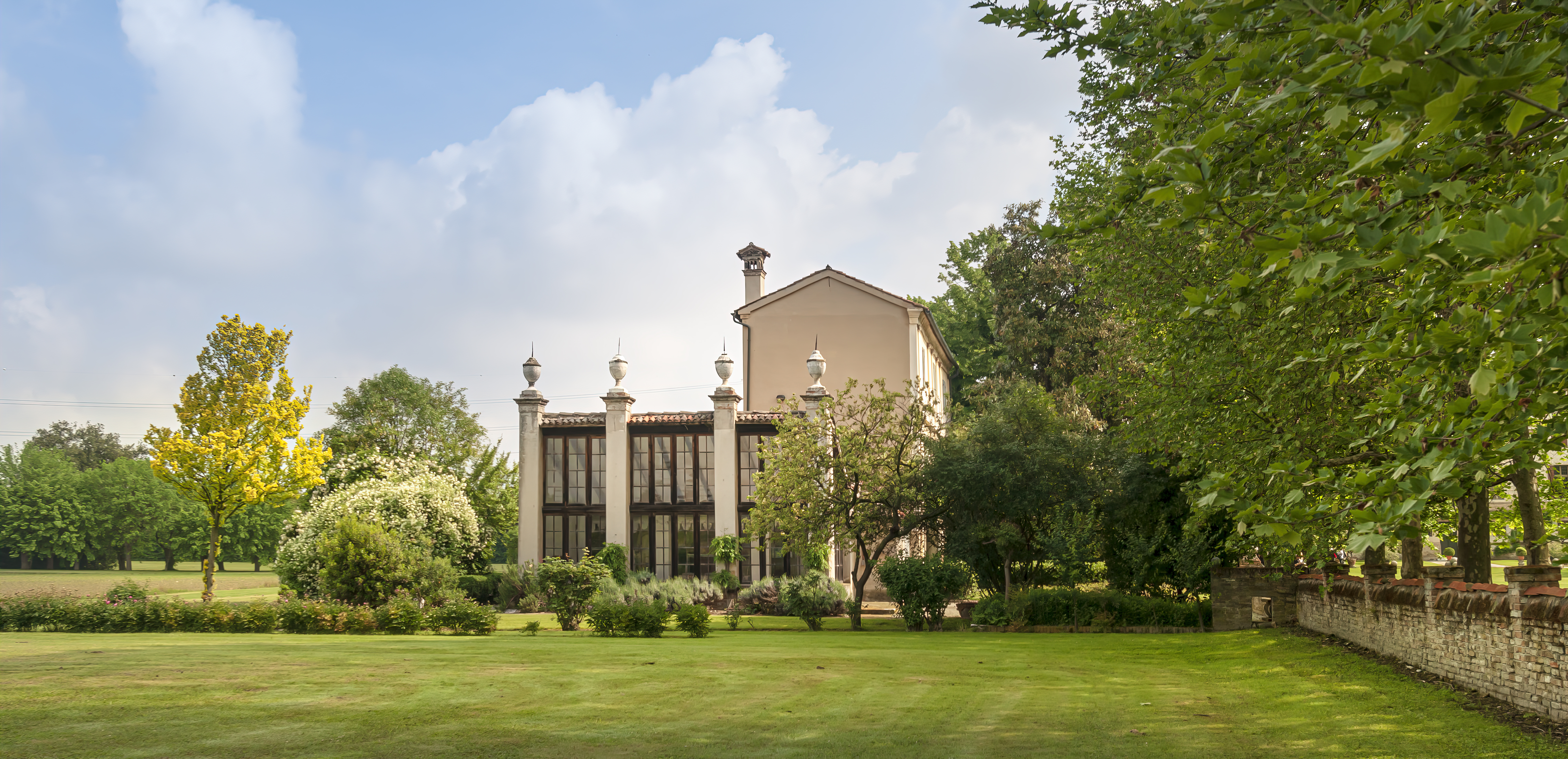
El invernadero

Surge como un bloque aislado y sin anejos agrícolas en las márgenes de la Laguna véneta, a lo largo del río Brenta. Más que como una villa-factoría se configura entonces como una residencia «suburbana», a la que se podía llegar rápidamente en barca desde el centro de Venecia. Al ser la familia comitente una de las más poderosas de la ciudad, la residencia tiene un carácter majestuoso, casi real, distinguido de todas las otras villas palladianas, a lo que contribuye la espléndida decoración interna.
Las majestuosas rampas de acceso gemelas imponían una suerte de recorrido ceremonial a los huéspedes que llegaban de visita: situadas ante el edificio, ascendían hacia el propietario que les atendía en el centro del pronaos.

## Decoración
El interior de la villa está ricamente decorado con frescos, obra de Battista Franco y Giambattista Zelotti. Las escenas mitológicas provenientes de Ovidio se alternan con alegorías de las Artes y las Virtudes. Como en otras villas palladianas, las pinturas reflejan la vida de la villa en, por ejemplo Astraea mostrándole a Júpiter los placeres de la Tierra. Actualmente, los frescos se han ido apagando con el tiempo, con signos del creciente trato que la contaminación ambiental da a las obras de arte.